# Джейн (филм, 2017)
Джейн (на английски: Jane) е американски биографичен документален филм от 2017 г., режисиран и написан от Брет Моргън, базиран на живота на английската приматоложка, етоложка и антроположка Джейн Гудол.
Световната премиера на филма е на 10 септември 2017 г. в театър „Уинтър градън“, като част от Международния филмов фестивал в Торонто през 2017 г.

## Сюжет
Джейн Гудол, млада жена без специална подготовка, чиято изследователска работа с шимпанзетата поставя под въпрос доминирания от мъже научен консенсус на нейното време и прави революция в разбирането ни за естествения свят. Филмът проследява живота и научните проучвания на Джейн в Танзания и отношенията ѝ с оператора - съпруга ѝ Хуго ван Лауик.

## Рецепция

### Критика
На сайта за рецензии Rotten Tomatoes филмът притежава 98% рейтинг на одобрение въз основа на 93 отзива и средна оценка 8,4 / 10. Критиката на сайта гласи: „Това е красиво заснет филм, който цялостно просветлява върху десетилетията безценна работа на Джейн Гудол“. В Metacritic филмът има оценка 87 от 100, базирана на 24 критици, което показва „всеобщо признание“.

## В България
Премиерата на филма в България е на 18 март 2018 г. по телевизионния канал National Geographic, дублиран на български език.